# Garfield Township (comté de Kossuth, Iowa)
Pour les articles homonymes, voir Garfield Township.
Garfield Township est un township du comté de Kossuth en Iowa, aux États-Unis,.
Il est fondé en 1885 et nommé à la mémoire de James A. Garfield, président des États-Unis.

## Source de la traduction
- (en) Cet article est partiellement ou en totalité issu de l’article de Wikipédia en anglais intitulé « Garfield Township, Kossuth County, Iowa » (voir la liste des auteurs).